# Districte de Wardha
El districte de Wardha és una divisió administrativa de l'estat de Maharashtra a la divisió de Nagpur. La capital és Wardha (ciutat). La superfície és de 6.310 km² i la població el 2001 d'1.236.736 habitants.

## Administració
Formen el districte:
- Tres divisións fiscals:
  - Wardha
  - Arvi
  - Hinganghat
- Vuit Tahsils:
  - Wardha
  - Deoli
  - Seloo
  - Arvi
  - Ashti
  - Karanja
  - Hinganghat
  - Samudrapur
- Sis municipalitats
  - Wardha
  - Deoli
  - Pulgaon
  - Sindi (Rly)
  - Hinganghat
  - Arvi
- Vuit blocs (blocks) de desenvolupament o panchayat samitis:
  - Wardha
  - Deoli
  - Seloo
  - Arvi
  - Ashti
  - Karanja
  - Hinganghat
  - Samudrapur
- 512 Gram Panchayats
- 1361 pobles
- 8 thanes o estacions de policia.

## Història
El riu Wardha s'esmenta en relació al regne de Berar o Vidarbha al segle ii aC després dividit en el de Berar i la part del seu cosí Madhavansena. Després la regió va passar segurament als chalukyes (vers 550 a 750). Van seguir els rashtrakutes. A la meitat del segle xiv va quedar dins els dominis bahmànides. Al final de la dinastia bahmànida (vers 1518) el poder estava en mans de la dinastia imadshàhida. El 1572 fou conquerit pel sultanat d'Ahmadnagar que el 1594 el va haver de cedir als mogols.
Durant l'Imperi Mogol Paunar fou el quarter general del sarkar del mateix nom subordinat al governador d'Ellichpur i quasi tota la part sud del districte estava dins aquest sarkar. La part nord estava en mans d'una família musulmana que va rebre concessions de Jahangir i d'Aurangzeb. Els musulmans van penetrar cap al sud del que foren les Províncies Centrals fins a Wardha i Chanda però Nagpur i els districtes més a l'est van restar lliures de la seva influència.
A la caiguda de l'Imperi Mogol al segle xviii la major part del districte va passar a mans del rages gonds de Deogarh a Chhindwara, i la seva continuació es pot veure a la història de Nagpur que després va esdevenir la capital. Ashti i les terres d'aquesta regió foren incorporades al principat d'Hyderabad el 1765 (en aliança amb el peshwa) i van compartir la regió amb els marathes (un 40% dels ingressos per Hyderabad i un 60% pels marathes, representats pel raja bhonsle de Nagpur). Wardha fou reconeguda completament a Nagpur el 1822 (excepte muntanyes de Gawilgarh i Narnala i alguns altres territoris que foren cedits al nizam) i més tard, amb la resta de Nagpur, va passar als britànics quan la dinastia es va extingir el 1853, i fou constituïda en districte separat el 1862, ja que el districte de Nagpur era massa gran. La primera capital fou Kaotha, prop de Pulgaon, però el 1866 es va traslladar a la ciutat de Wardha que agafava el nom del riu i fou construïda sobre el llogaret de Palakwadi. La superfície el 1901 era de 6.289 km² i la població:
- 1881: 387.221
- 1891: 400.854
- 1901: 385.103

Hi havia 906 ciutats i pobles. Fins a 65 llocs tenien més de 1000 habitants i les ciutats principals eren sis: Wardha, Hinganghat, Arvi, Ashti, Deoli i Pulgaon totes les quals excepte Ashti eren municipalitats.
Administrativament estava format per tres tehsils:
- Wardha
- Arvi
- Hinganghat

El 86% de la població eren hindús i el 10% animistes (la major part gonds). Els musulmans eren vers el 4%. Per llengua el 79% parlava marathi i uns milers parlaven urdú; gondi, hindi i telugu eren la resta. Per castes els kunhis, kunbis, bramans, telis i malis. Els gonds eren el 10% de la població; una altra tribu considerable eren els kolams, emparentats als gonds. El 75% de la població vivia de l'agricultura.
El tahsil de Wardha tenia una superfície de 2.095 km² i una població el 1901 de 152.565 habitants; les principals ciutats eren Wardha (9.872 habitants), Deoli (5.008), i Pulgaon (4.710); i havia altres 314 pobles.

## Arqueologia
- Tomba del santó Khwaja Shaykh Farid, a Girar
- Keljhar, a 25 km al nord-est de Wardha, suposat lloc de l'antiga ciutat de Chakranagar, esmentada al Mahabharata
- Paunar al riu Dham a 8 km al nord-est de Wardha, seu del governador mogol.
- Mausoleu musulmà a Ashti